# Alfredo Duhalde
Alfredo Duhalde, né le 30 juin 1898 à Río Bueno et mort le 10 avril 1985 à Santiago, est un homme politique chilien, président provisoire du Chili du 27 juin au 3 novembre 1946.